# Бейоглу
Бейоглу (тур. Beyoğlu) — район на європейській стороні Стамбула, Туреччина, відокремлений від старого міста (півострів Константинополь) Золотим рогом. Раніше був відомий як регіон Пера (Πέρα, що означає «за межами» в грецькій мові), що оточував прибережне місто Галата, який був розміщений навпроти Константинополя через Золотий ріг. Бейоглу — найактивніший центр мистецтва, розваг та нічного життя Стамбула.

## Назви
Протягом Середньовіччя Бейоглу називали Пера, а у західних мовах така назва зберігалася до початку 20 століття.
Згідно з переважаючою теорією, турецька назва району Бейоглу — це модифікація народною етимологією венеційської посади, що називалася Байло, чий палац був найбільш помітною спорудою в цьому кварталі. Неофіційну назву Бей Оулу (дослівно син бея) османські турки використовували спочатку щодо Лодовіко Грітті, який народився в Стамбулі, сина Андреа Грітті, що був венеційським Байло в Стамбулі під час правління султана Баязида II (р. 1481—1512 рр., а 1523 р. був обраний Венеційським дожем. Таким чином Бей Оглу можливо походить від прізвиська Лодовико Грітті, який встановив тісні стосунки з Блискучою Портою і особняк якого був біля сучасної площі Таксим. На півдні Бейоглу розміщувався «Венеційський палац», побудований на початку XVI століття. Він був резиденцією венеційського байло. Палац було перебудовано 1781 року і після об'єднання Італії в 1861 році він став італійським посольством, а в 1923 році, коли столицею Турецької Республіки стала Анкара, — італійським консульством.
Територія біля моря називалася Галата. Греки вважають, що назва походить або від галатів (що означає «молочник»), оскільки в ранньосередньовічний період територія використовувалася вівчарами, або від слова Галатаї (що означає «гали»), як вважається кельтське плем'я галлів побували тут табір в епоху еллінізму, перш ніж оселитися в Галатії в центральній Анатолії. Назва, можливо, також походить від італійського слова Калата, що означає «схил», оскільки Галата, колишня колонія Республіки Генуя між 1273 і 1453 роками, стоїть на вершині пагорба, що спускається до моря.

## Географія

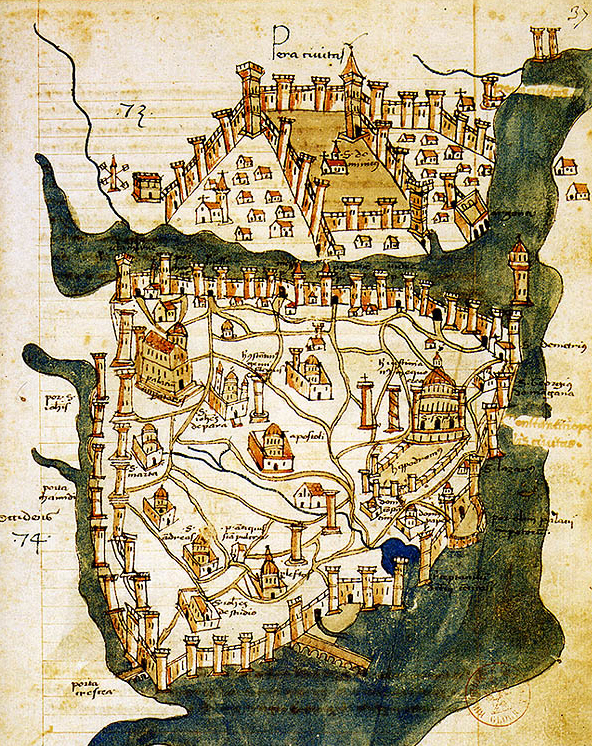
Карта Константинополя (1422 р.) Флорентійського картографа Крістофоро Буондельмонті, що показує (значно збільшений) Пера (Бейоглу) на півночі від Золотого Рогу, з півостровом Константинополь на південь.

Район включає інші мікрорайони, розташовані на північ від Золотого Рогу, зокрема, Галата (середньовічна генуезька фортеця, поблизу якої й виник Бейоглу), що сьогодні відомий як район Каракей, Топхане, Джіганґір, Шішгане, Тарлабаші, Долапдере і Касимпаша. Район з'єднаний зі старим центром міста через Золотий Ріг мостом Галата, мостом Ататюрк та мостом метро Золотий Ріг.

## Історія

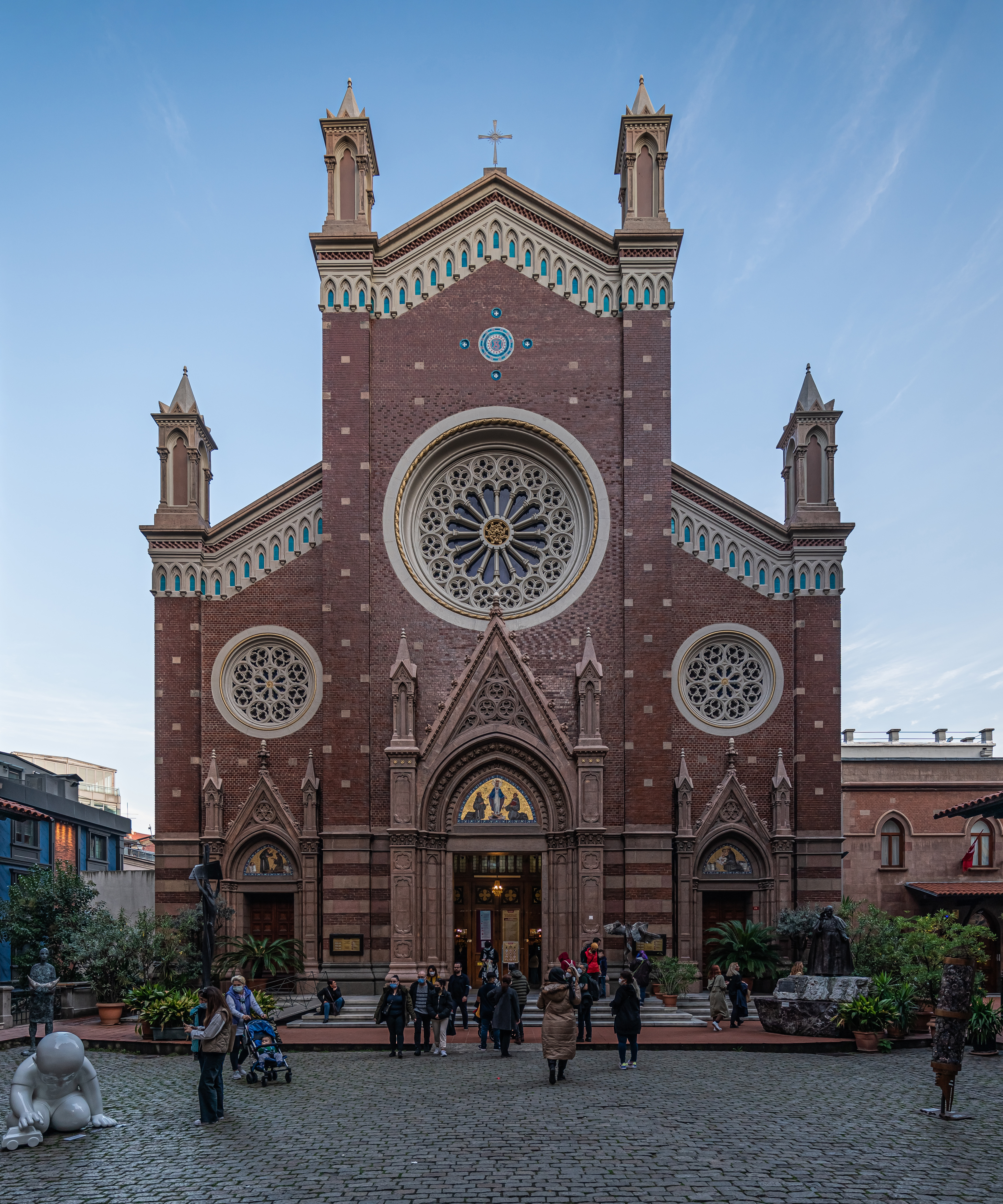
Церква святого Антонія Падуанського на проспекті Істіклал в Бейоглу — найбільша католицька церква в Стамбулі та Туреччині.

Територія, яка зараз відома як Бейоглу, була заселена з часів заснування Бізантом міста Візантії в 7 столітті до нашої ери. Під час візантійської епохи грецькомовні жителі назвали схил пагорба, вкритий садами Сакай (Фруктовий сад), або Перан ен Сикайс («Фігове поле з іншого боку»), маючи на увазі інший бік Золотого Рогу. Зі зростанням Візантійської імперії зростав і Константинополь та його околиці. Північна сторона Золотого Рогу стала забудовуватися в V столітті. У цей період область стали називати Галатою, а імператор Феодосій II (правління 402—450) побудував там фортецю.

### Генуезький та венеційський періоди
Цей район став базою європейських купців, особливо з Генуї та Венеції, у тодішній частині, що називалася Пера. Після Четвертого хрестового походу 1204 р. та під час Латинської імперії Константинополя (1204—1261 рр.). Домініканська церква святого Павла (1233 р.), сьогодні відома як Мечеть Арап, походить з цього періоду.
У 1273 р. візантійський імператор Михаїл VIII Палеологос передав Перу Республіці Генуя на знак визнання підтримки Генуї після четвертого хрестового походу та звільнення Константинополя в 1204 році. Пера стала квітучою торговою колонією, якою керували подести.
Генуезький палац (Палаццо-дель-Комуне) був побудований у 1316 році зусиллями Монтано де Марініс, подеста Галати (Пера). Нині його руїни разом із прилеглими будівлями та численними будинками генуезців початку 14 століття розташовані біля Банкалар-Кадедесі (Банкова вулиця) в Каракьої.
У 1348 році генуезці побудували знамениту вежу Галата, одну з найвизначніших пам'яток Стамбула. Пере (Галата) залишався під генуезьким контролем до 29 травня 1453 року, коли він був завойований османами разом з рештою міста після облоги Константинополя.

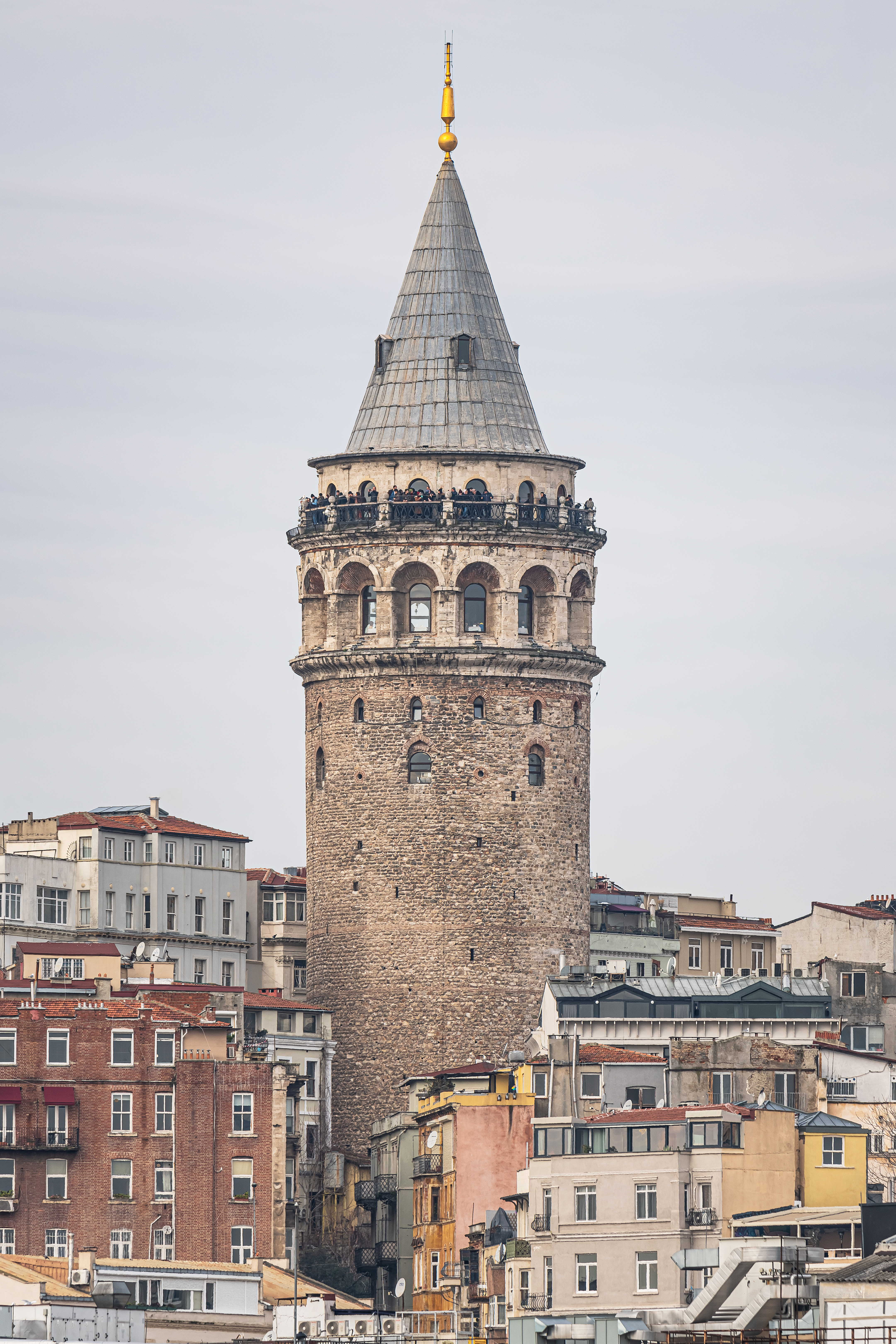
Башта Галата (1348 р.) Була побудована генуезцями на північній вершині цитаделі Галата.

У візантійський період генуезька Подеста управляла італійською громадою Галата (Пере), яку в основному складали генуезці, венеційці, тосканці та рагузяни.
Після турецької облоги Константинополя в 1453 році, під час якої генуезці встали на бік візантійців і разом з ними захищали місто, османський султан Мехмед II дозволив генуезцям (які втекли до своїх колоній в Егейському морі, таких як Лесбос і Хіос) повернутися до міста, але Галата вже не належала генуезьким подестам.
Венеція негайно налагодила політичні та комерційні зв'язки з Османською імперією, а венеційський байло був посланий до Пери як посол. Саме венеційці запропонували послуги Леонардо да Вінчі Баєзиду II, коли султан вирішив побудувати міст через Золотий Ріг, і Леонардо спроектував свій проект мосту Галата в 1502 році.
Османська імперія мала взаємовигідні стосунки з Венеційською республікою. Незважаючи на те, що обидві держави часто воювали за контроль над територіями та островами Східного Середземномор'я, вони відновлювали свої торгові договори після закінчення війн у 1479, 1503, 1522, 1540 та 1575 роках. Венеційці також були першими європейцями, які скуштували османські делікатеси, такі як кава, за багато років до інших європейців. Зокрема, кавові зерна потрапили до Європи під час Віденської битви 1683 року. Ці культурні обміни заклали початок «кавової культури» як у Венеції (а згодом — у решті Італії), так і у Відні.
Після завоювання Константинополя та Пере в 1453 р. турки швидко заселили узбережжя та низинну місцевість, але європейська присутність в цьому районі не припинилася. Там було побудовано кілька римо-католицьких церков, таких як церква святого Антонія Падуанського у Галаті та Святої Марії Драперис.

### Бейоглу ХІХ століття

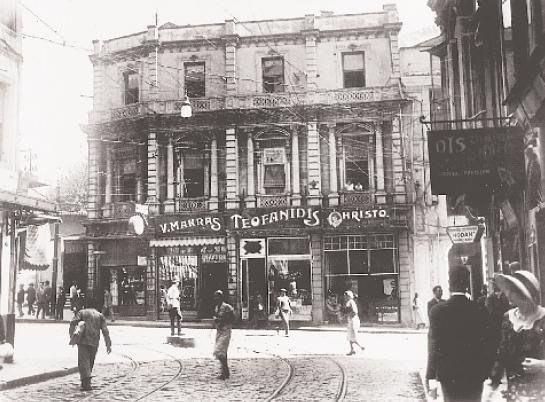
Грецькі магазини на проспекті Істіклал в Бейоглу, 1930-ті роки.

Протягом 19 століття в ньому знову було багато європейських торговців і розміщувалося багато посольств, особливо вздовж Гранд-Рю-де-Пера (сьогодні — проспект Істікляль). Наявність європейського населення, яке називали левантинцями, зробило його найбільш про-західною частиною Константинополя, особливо в порівнянні зі Старим містом з іншого боку Золотого Рогу і було причиною припливу сучасних технологій, моди, та мистецтва. Саме тому, район Пера був однією з перших частин Константинополя, який мав телефонні лінії, електрику, трамваї, муніципальний уряд і навіть підземну залізницю, Тюнель, відкритий в 1875 році як другу в світі лінію метро (після лондонського метро) для перевезення людей вгору від порту Галати та сусіднього ділового та банківського району Каракей, де розташований Банкалар-Каддесі (Банкова вулиця), фінансовий центр Османської імперії. Культура театру, кіно, кондитерських виробів та кафе, які досі залишаються популярними в Бейолу, датується цим пізнім османським періодом. Такі магазини, як İnci, що відомий своїми шоколадними мусами та профітеролами, зберігалися донедавна.
Іноземні громади також побудували власні школи, багато з яких продовжували виховувати еліту майбутніх поколінь турків. Тут і досі розташовані одні з найкращих шкіл Стамбула.
Швидка модернізація, яка відбулася в Європі та залишила Османську Туреччину позаду, позначилася у різниці між Бейоглу та історичними турецькими кварталами, такими як Еміненю і Фатіх через Золотий Ріг, у Старому місті. Коли османські султани, нарешті, розпочали програму модернізації з Танзиматським едиктом (реорганізація) в 1839 році, вони почали споруджувати численні будівлі в Бейоглу, що поєднували традиційні османські стилі з новішими європейськими.
Крім того, султан Абдул-Меджид I перестав жити в палаці Топкапи і побудував біля Бейоглу новий палац, який називався палацом Долмабахче і поєднував стилі неокласики, бароко і рококо.

### 20–21 століття
Коли Османська імперія розпалася і була заснована Турецька Республіка (під час і після Першої світової війни) Бейоглу поступово занепадав. Скорочення грецького населення Пере та сусідньої Галати внаслідок тиску Туреччини через кіпрський конфлікт протягом 1950-х та 1960-х років тільки поглибило цей процес. Політичне насильство між лівими та правими угрупованнями, яке збурювало Туреччину наприкінці 1970-х років, також сильно вплинуло на життя району й прискорило його занепад, що призвело до переселення середнього класу до нових приміських районів, таких як Левент і Єшілкьой.
До кінця 1980-х років багато грандіозних кварталів неокласичного стилю та модерну, раніше резиденцій еліт пізнього османського періоду, стали домом для іммігрантів із сільської місцевості.
Перші десятиліття XXI століття стали часами швидкої джентрифікації цих районів. Проспект Істіклал знову став місцем для туристів, а колись такі богемні квартали, як Джіганґір, знову стали модними та досить дорогими. Деякі будівлі 19 та початку 20 століття відреставровані зі смаком, а інші перетворені в розкішні торгові центри, що мають сумнівну естетичну цінність.[джерело?]
Райони біля моря, такі як Топгане, Касімпаша та Каракьой, і бічні вулиці району складаються із старих будівель.

## Туризм
Основна магістраль — це Істікляль, що тягнеться від площі Таксім до Тюнелю. Це пішохідна вулиця магазинів, кафе, кондитерських, ресторанів, пабів та клубів, а також книгарень, театрів, кінотеатрів та художніх галерей. Вулиця забудована домами стилів неокласики та модерну. Історичний трамвай, що курсує на проспекті Істіклал, між площею Таксім і Тюнелем, також був побудований на початку 1990-х років з метою відродження історичної атмосфери району.
Деякі історичні паби та винарні міста розташовані в районі проспекту Істіклал (İstiklal Caddesi) в Бейоглу. Серед таких місць — Квітковий пасаж, відкритий у 1876 р.

### Популярні місця серед туристів
У музеї Пера експонуються деякі твори мистецтва пізнього османського періоду, такі як «Дресирувальник черепах» Османа Хамді Бея. Крім своєї постійної колекції, музей також приймає різні виставки.
Музей сучасного мистецтва, що розміщувався спочатку в доках Каракьою, тепер[коли?] тимчасово переїхав у особняк біля вулиці Істікляль, поки перебудовують попередню локацію.
Музей Doğançay, перший у Туреччині музей сучасного мистецтва, присвячений творчості єдиного художника, офіційно відкрив свої двері для публіки у 2004 році. Хоча музей майже ексклюзивно демонструє роботи його засновника Бурхана Доганчая, сучасного художника, один поверх відведений для творів батька художника Аділа Доганчая.
Готель Пера Пелес був побудований в районі в 1892 році для розміщення пасажирів Orient Express. Саме в цьому готелі Агата Крісті написала роман Убивство у «Східному експресі». Її кімната зберігається як музей.
Найбільша католицька церква в Туреччині Церква святого Антонія Падуанського та синагога Неве Шалом, найбільша синагога Туреччини, також розташовані в Бейоглу.
Єдиний єврейський музей Туреччини, який був перетворений із синагоги, розташований у кварталі Каракей.
Проспект Істіклал розташований в історичному районі Бейоглу (Пера). Знаменита вулиця з магазинами, кафе, кінотеатрами та іншими місцями простягається на 1,4 кілометра і щодня нею проходять до 3 мільйонів людей.

## Галерея

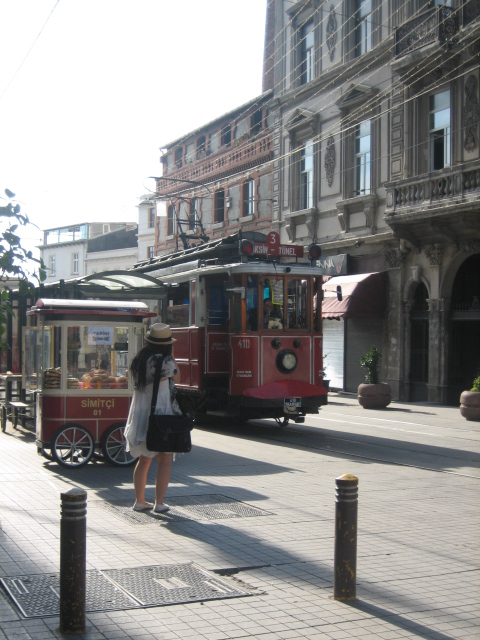
Історичний червоний трамвай перед станцією Бейоглу в Тюнелі (1875) на південному кінці проспекту Істікляль.
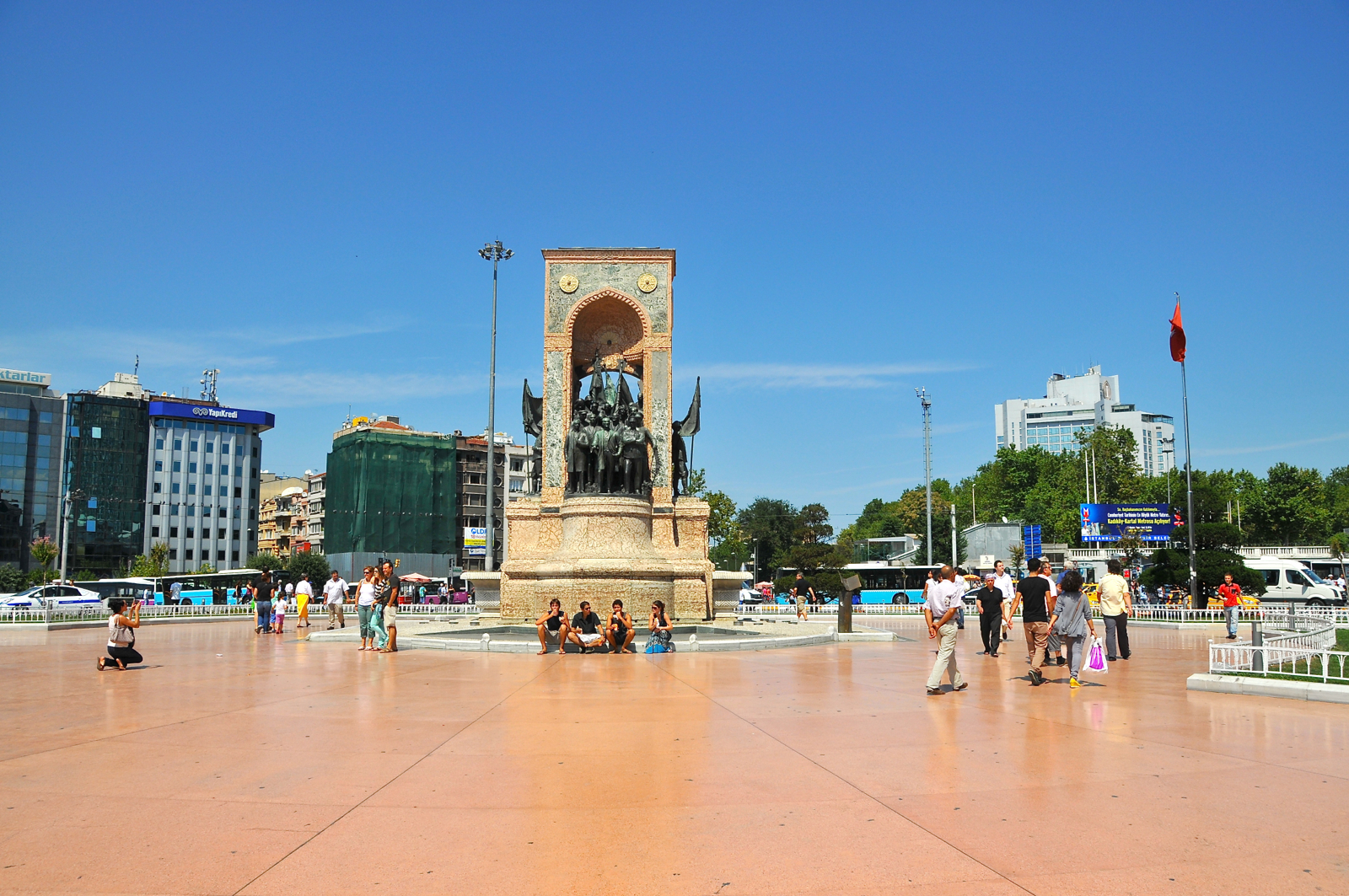
Вид на площу Таксіма з пам'ятником республіки (1928 р.)
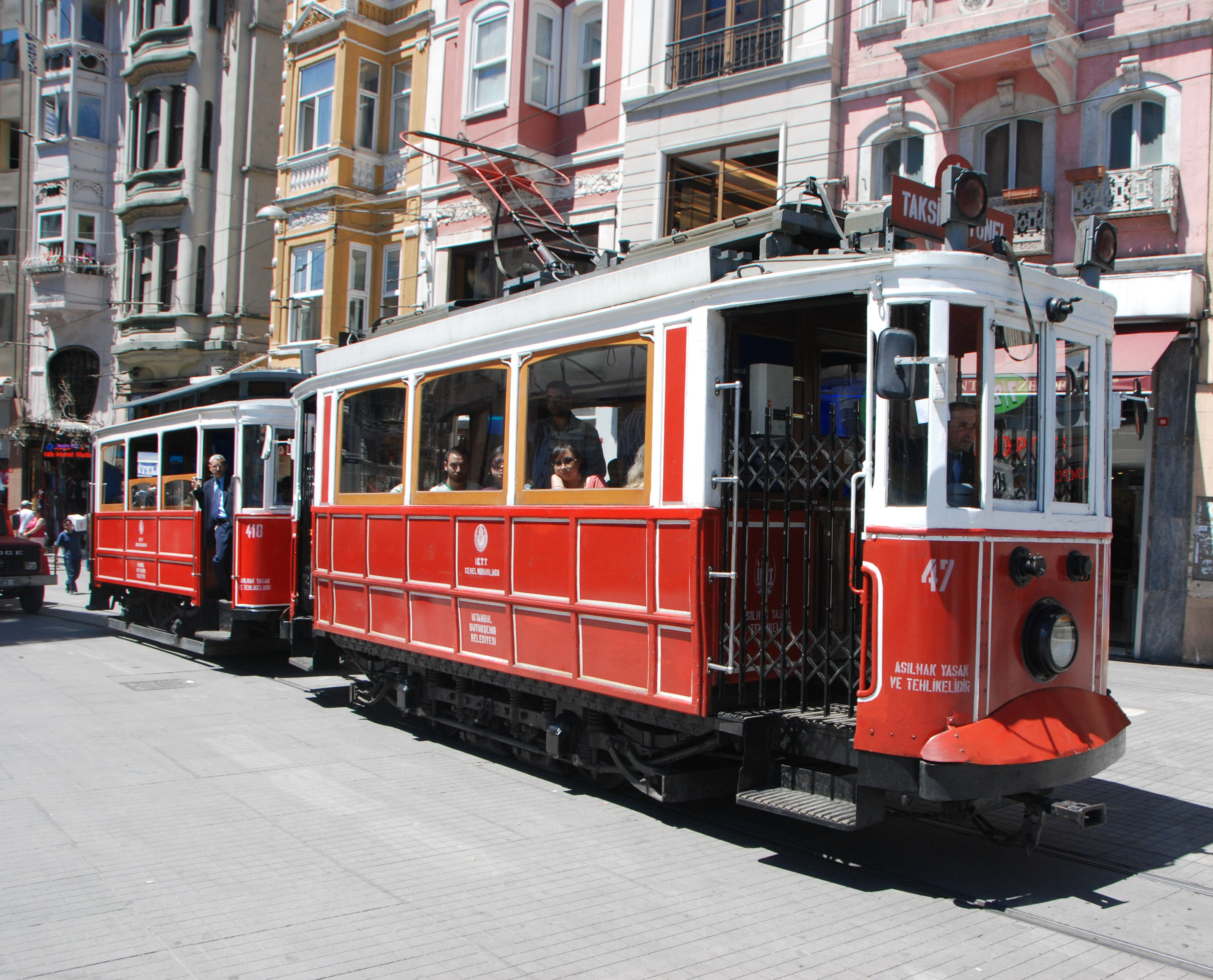
Історичний червоний трамвай на проспекті Істіклаль
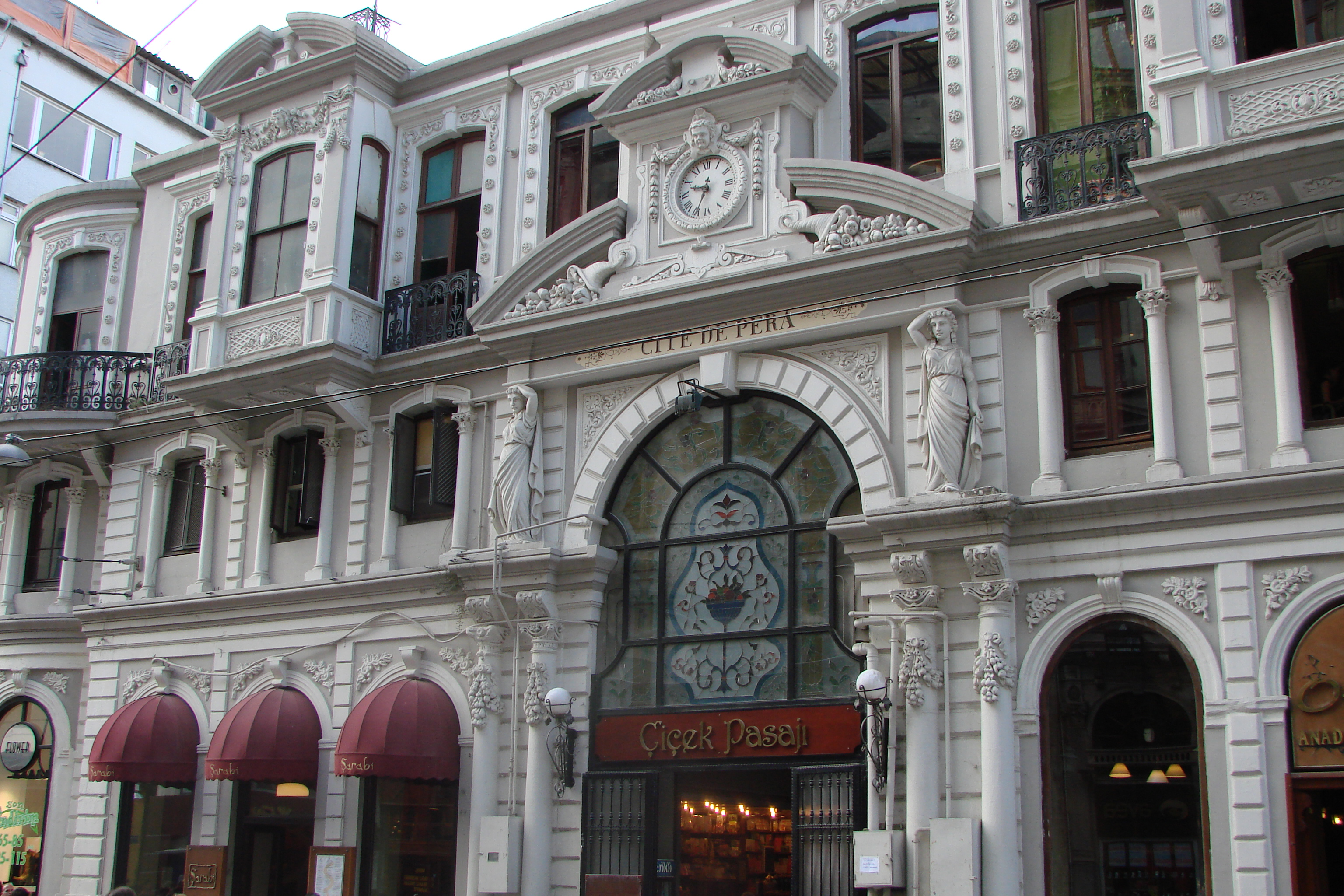
Квітковий пасаж (Cité de Péra) на проспекті Істікляль
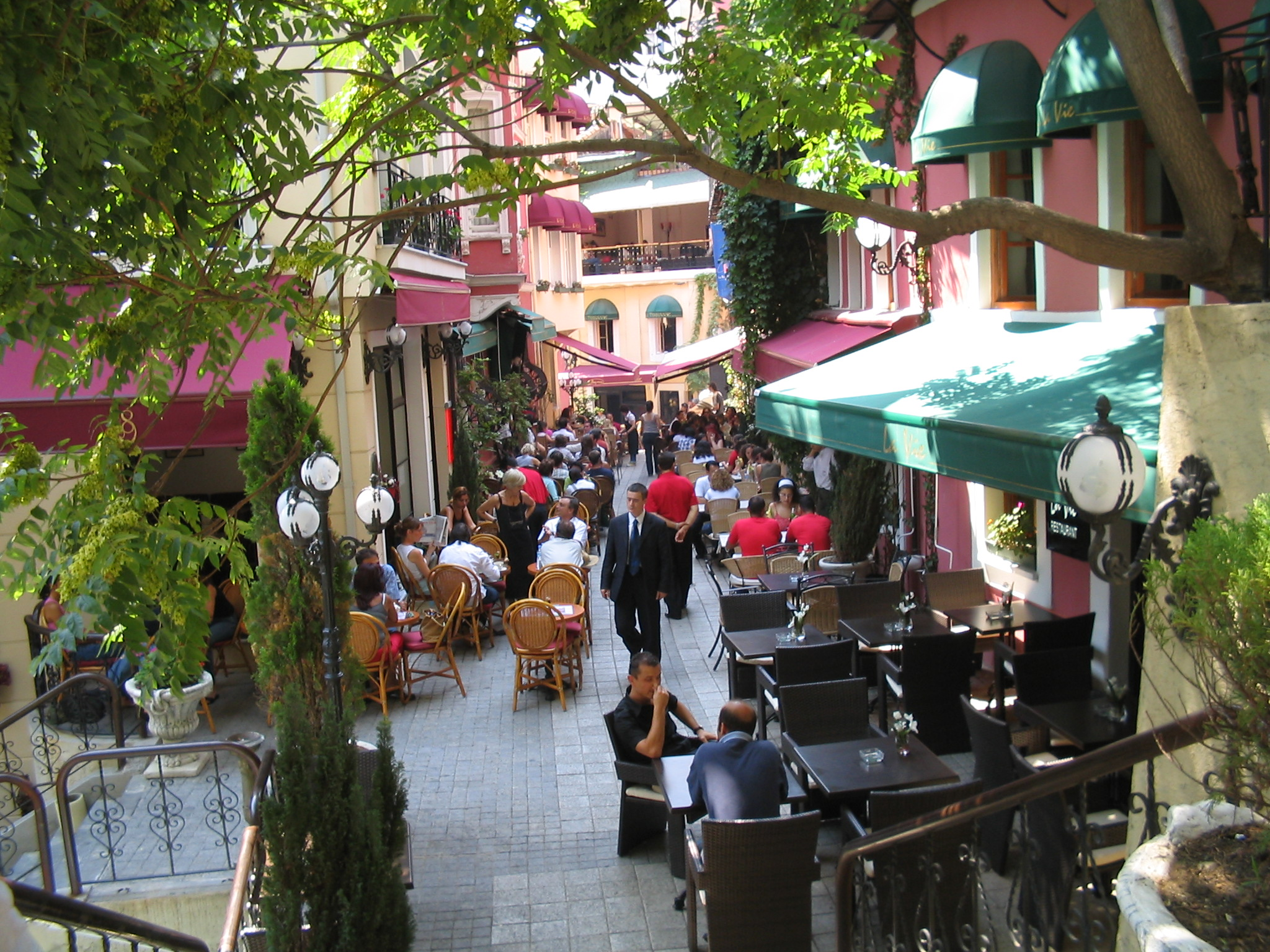
Cezayir Sokağı чи La Rue Française, відомий своїми пабами та ресторанами, де грають живу музику.
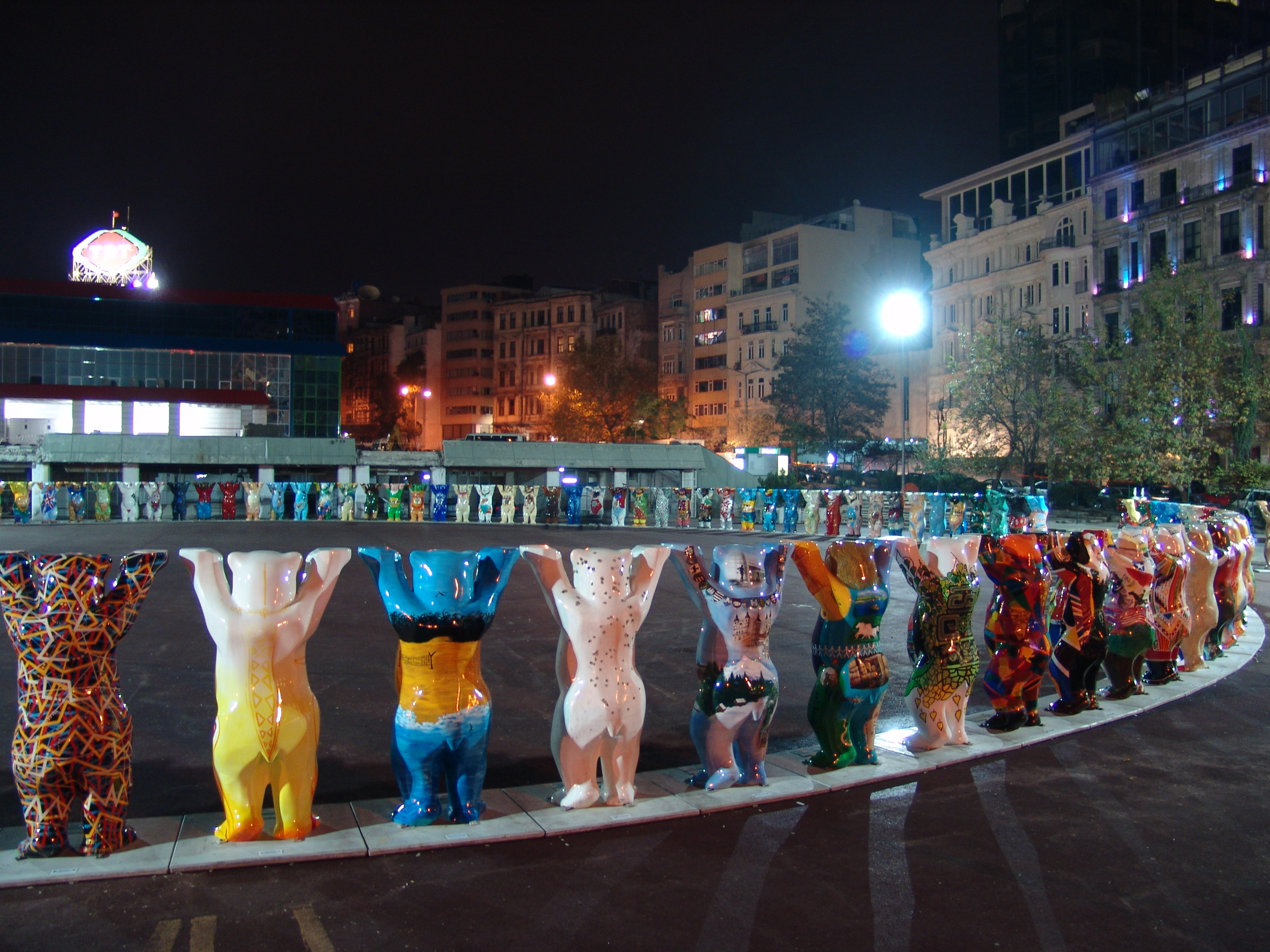
United Buddy Bears була показана на площі Пера у Тепебаши, Бейоглу у 2004 році.
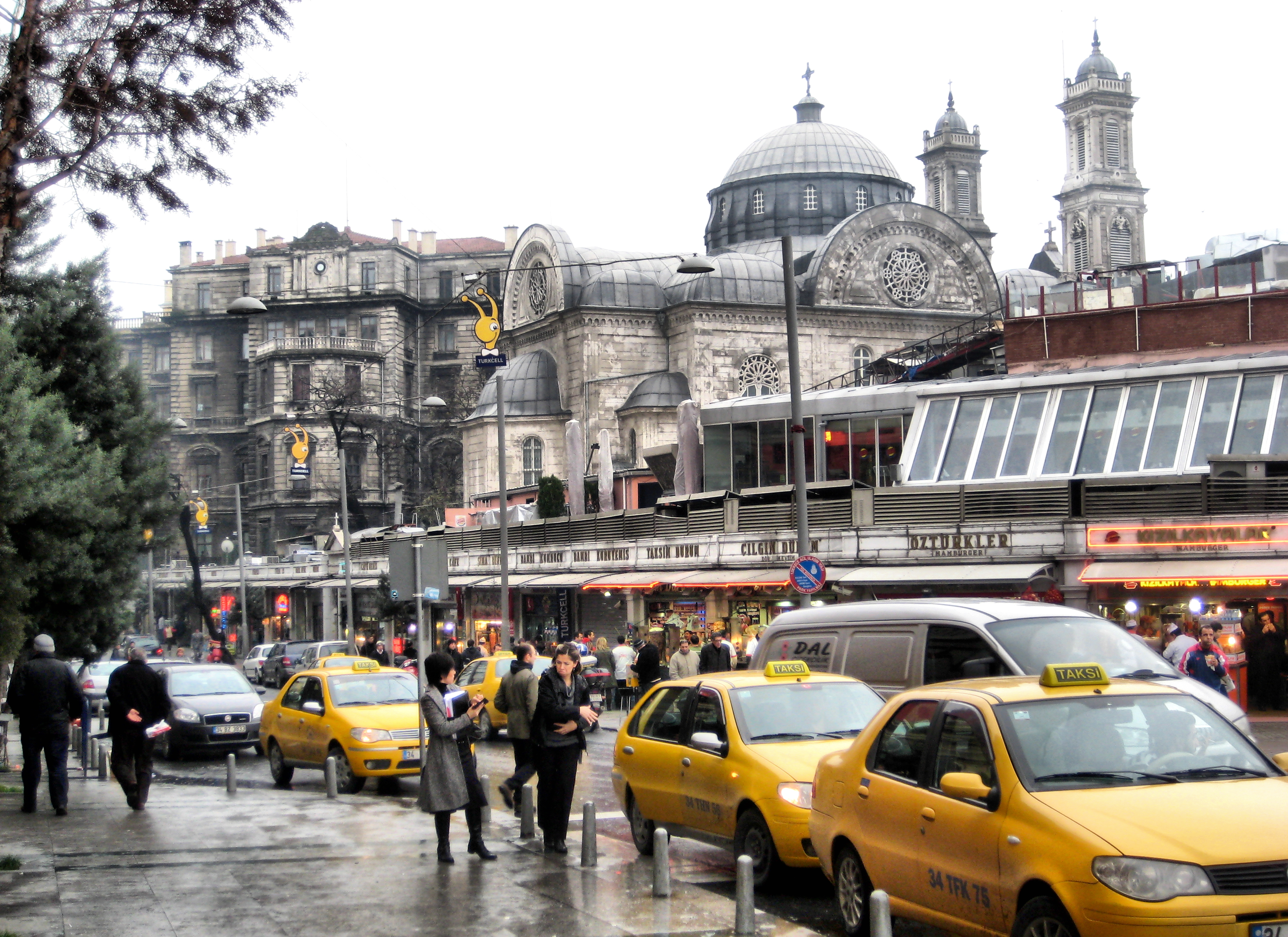
Площа Таксім